# Centennial (Colorado)
Pour les articles homonymes, voir Centennial.
Centennial est une ville du Colorado, située dans le comté d'Arapahoe. Lors du recensement de 2010, sa population s’élevait à 100 377 habitants, ce qui en fait la dixième localité du Colorado de par sa population.
En 2016, le magazine Money classe Centennial 13e « meilleur endroit pour vivre » des États-Unis, notamment en raison de la vitalité économique de la ville, de son faible taux de chômage et de ses 2 500 acres (1 012 ha) d'espaces verts.

## Géographie
Selon le bureau du recensement des États-Unis, Centennial a une superficie totale de 28,87 milles carrés (74,77 km2), dont 28,72 milles carrés (74,38 km2) de terres.

## Histoire
En 1998, des habitants de la région s'organisent dans l'association Arapahoe Citizens for Self-Determination et présentent une pétition à la justice pour organiser un référendum sur l'incorporation de la ville. Le 12 septembre 2000, 77 % des électeurs se prononcent pour la création de la municipalité de Centennial. Celle-ci devient effective le 7 février 2001.

## Démographie
La population de Centennial est estimée à 109 932 habitants au 1er juillet 2016.
Le revenu par habitant était en moyenne de 43 447 dollars par an entre 2012 et 2016, supérieur à la moyenne du Colorado (33 230 dollars) et à la moyenne nationale (29 829 dollars). Sur cette même période, 4,1 % des habitants de Centennial vivaient sous le seuil de pauvreté (contre 11,0 % dans l'État et 12,7 % à l'échelle des États-Unis).
| 2010    | - | - | - | - | - |
| ------- | - | - | - | - | - |
| 100 377 | - | - | - | - | - |